# В чёрных песках
«В чёрных песках» — первая повесть казахстанского писателя Мориса Симашко. Повесть является составной частью исторического цикла писателя Повести красных и чёрных песков. Произведение было впервые опубликовано в 1958 году в журнале «Новый мир».

## Сюжет
Гражданская война. Бай-насильник убивает всю семью туркменского юноши Чары. Оставшийся в живых подросток, желая отомстить убийце, примыкает к красногвардейцам, противостоящим басмачам, с целью отомстить за родных.

## Персонажи
- Чары — туркменский юноша

## Критика и отзывы
Горячую поддержку повесть получила со стороны писателя и драматурга Бориса Лавренёва. Тепло о произведении отзывался Твардовский, а Панферов не преминул отметить высокое качество повести на своём выступлении в ходе третьего Всесоюзного съезда писателей. В предисловии к сборнику произведений Мориса Симашко, изданного в 1983 году издательством Жазуши, З. Кедрина отмечает, что произведение написано, безусловно, талантливо, но оно ещё не совершенно. Помимо этого, Кедрина говорит, что автор с абсолютной жизненной убедительностью, с ясных марксистских позиций изображает трансформацию человека «для себя» в человека «для людей», переход от родового строя души к новому социалистическому сознанию.
Также Кедрина особо выделяет мастерство изображения характера главного героя — Чары, который написан кистью художника, опирающегося на глубокий труд исследователя. При этом в изображении характеров других красногвардейцев всё ещё присутствует суховатая чёткость газетчика.